# MTV Video Music Awards 2012
Die vom Musiksender MTV präsentierten MTV Video Music Awards 2012 haben am 6. September 2012 im Staples Center in Los Angeles stattgefunden. Die jährliche Veranstaltung ehrt die besten Musikvideos des vorangegangenen Jahres. Sie ist vom US-amerikanischen Schauspieler und Stand-up-Comedian Kevin Hart moderiert worden. Die meisten Nominierungen bekamen Rihanna mit elf und Drake mit fünf, während Katy Perry und Beyoncé jeweils vier bekamen.
Die erfolgreichsten Gewinner des Abends waren One Direction, in dem sie alle ihre drei Nominierungen, einschließlich ‘Best New Artist’, gewannen und Rihanna, die die Auszeichnung für ‘Video of the Year’ bekam und somit die erste Sängerin wurde und zweite Person überhaupt (nach Eminem), die diese Auszeichnung mehr als einmal bekam.

## Auftritte

### Pre-show
- Demi Lovato – Give Your Heart a Break

Quelle:

### Hauptshow
- Rihanna (featuring ASAP Rocky und Calvin Harris) – Cockiness (Love It)/We Found Love
- P!nk – Get the Party Started (Intro)/Blow Me (One Last Kiss)
- Frank Ocean – Thinkin’ Bout You
- One Direction – One Thing
- Lil Wayne und 2 Chainz – Yuck!/No Worries
- Green Day – Let Yourself Go
- Alicia Keys (featuring Nicki Minaj) – Girl on Fire (mit Gabby Douglas)
- Taylor Swift – We Are Never Ever Getting Back Together

Quelle:

### DJ
- Calvin Harris

## Laudatoren

### Pre-show
- Sway Calloway – präsentierte ‘Best Video with a Message’
- James Montgomery – präsentierte ‘Best Electronic Dance Music Video’
- Jim Cantiello und Ton Do-Nguyen – präsentierten ‘Most Share-Worthy Video’

### Hauptshow
- Katy Perry – präsentierte ‘Best Pop Video’
- Dwight Howard – präsentierte die nächsten Laudatoren
- Miley Cyrus und Mac Miller – präsentierten P!nk
- Demi Lovato und Rita Ora – präsentierten ‘Best Male Video’
- Zoë Saldaña – präsentierte Frank Ocean
- Rashida Jones und Andy Samberg – präsentierten ‘Best Hip-Hop Video’
- The Wanted und Rebel Wilson – präsentierten ‘Best Female Video’
- Psy – präsentierte die nächsten Laudatoren
- Ezra Miller und Emma Watson – präsentierten Green Day
- Ke$ha und Wiz Khalifa – präsentierte ‘Best New Artist’
- The Fierce Five (Alexandra Raisman, Gabby Douglas, McKayla Maroney, Jordyn Wieber und Kyla Ross) – präsentierten Alicia Keys
- Kevin Hart – präsentierte ‘Video of the Year’

Quelle:

## Auszeichnungen
Die Nominierten wurden am 31. Juli 2012 bekanntgegeben.

### Video of the Year
Rihanna (featuring Calvin Harris) – We Found Love
- Drake (featuring Badgirlriri) – Take Care
- Gotye (featuring Kimbra) – Somebody That I Used to Know
- M.I.A. – Bad Girls
- Katy Perry – Wide Awake

### Best Male Video
Chris Brown – Turn Up the Music
- Justin Bieber – Boyfriend
- Drake (featuring Rihanna) – Take Care
- Frank Ocean – Swim Good
- Usher – Climax

### Best Female Video
Nicki Minaj – Starships
- Beyoncé – Love on Top
- Katy Perry – Part of Me
- Rihanna (featuring Calvin Harris) – We Found Love
- Selena Gomez & the Scene – Love You Like a Love Song

### Best New Artist
One Direction – What Makes You Beautiful
- Fun (featuring Janelle Monáe) – We Are Young
- Carly Rae Jepsen – Call Me Maybe
- Frank Ocean – Swim Good
- The Wanted – Glad You Came

### Best Pop Video
One Direction – What Makes You Beautiful
- Justin Bieber – Boyfriend
- Fun (featuring Janelle Monáe) – We Are Young
- Maroon 5 (featuring Wiz Khalifa) – Payphone
- Rihanna (featuring Calvin Harris) – We Found Love

### Best Rock Video
Coldplay – Paradise
- The Black Keys – Lonely Boy
- Imagine Dragons – It’s Time
- Linkin Park – Burn It Down
- Jack White – Sixteen Saltines

### Best Hip-Hop Video
Drake (featuring Lil Wayne) – HYFR (Hell Ya Fucking Right)
- Childish Gambino – Heartbeat
- Jay-Z and Kanye West – Niggas in Paris
- Nicki Minaj (featuring 2 Chainz) – Beez in the Trap
- Kanye West (featuring Pusha T, Big Sean and 2 Chainz) – Mercy

### Best Electronic Dance Music Video
Calvin Harris – Feel So Close
- Skrillex – First of the Year (Equinox)
- Avicii – Levels
- Duck Sauce – Big Bad Wolf
- Martin Solveig – The Night Out

### Best Direction in a Video
M.I.A. – Bad Girls (Regisseur: Romain Gavras)
- Coldplay (featuring Rihanna) – Princess of China (Regisseur: Adria Petty)
- Duck Sauce – Big Bad Wolf (Regisseur: Keith Schofield)
- Jay-Z and Kanye West (featuring Otis Redding) – Otis (Regisseur: Spike Jonze)
- Frank Ocean – Swim Good (Regisseur: Nabil Elderkin)

### Best Choreography in a Video
Chris Brown – Turn Up the Music (Choreograf: Anwar „Flii“ Burton)
- Avicii – Levels (Choreografen: Richy Greenfield und Petro Papahadjopoulos)
- Beyoncé – Countdown (Choreografen: Danielle Polanco, Frank Gatson Jr., Beyoncé und Anne Teresa De Keersmaeker)
- Jennifer Lopez (featuring Pitbull) – Dance Again (Choreograf: JR Taylor)
- Rihanna – Where Have You Been (Choreograf: Hi-Hat)

### Best Visual Effects in a Video
Skrillex – First of the Year (Equinox) (Visuelle Effekte: Deka Brothers und Tony T. Datis)
- David Guetta (featuring Nicki Minaj) – Turn Me On (Visuelle Effekte: Copa Network)
- Linkin Park – Burn It Down (Visuelle Effekte: Ghost Town Media)
- Katy Perry – Wide Awake (Visuelle Effekte: Ingenuity Engine)
- Rihanna – Where Have You Been (Visuelle Effekte: George Lucas)

### Best Art Direction in a Video
Katy Perry – Wide Awake (Art Director: Benji Bamps)
- Lana Del Rey – Born to Die (Art Directors: Anna Brun and Audrey Malecot)
- Drake (featuring Rihanna) – Take Care (Art Director: Charles Infante)
- Of Monsters and Men – Little Talks (Art Director: Mihai Wilson)
- Regina Spektor – All the Rowboats (Art Director: Anthony Henderson)

### Best Editing in a Video
Beyoncé – Countdown (Editors: Jeremiah Shuff und Alex Hammer)
- A$AP Rocky – Goldie (Editor: Samantha Lecca)
- Gotye (featuring Kimbra) – Somebody That I Used to Know (Editor: Natasha Pincus)
- Jay-Z and Kanye West – Niggas in Paris (Editor: unbekannt)
- Kanye West (featuring Pusha T, Big Sean and 2 Chainz) – Mercy (Editor: unbekannt)

### Best Cinematography in a Video
M.I.A. – Bad Girls (Director of Photography: André Chemetoff)
- Adele – Someone like You (Director of Photography: David Johnson)
- Coldplay (featuring Rihanna) – Princess of China (Director of Photography: Stéphane Vallée)
- Lana Del Rey – Born to Die (Director of Photography: André Chemetoff)
- Drake (featuring Rihanna) – Take Care (Director of Photography: Kasper Tuxen)

### Best Video with a Message
Demi Lovato – Skyscraper
- Kelly Clarkson – Dark Side
- Gym Class Heroes – The Fighter
- K’naan (featuring Nelly Furtado) – Is Anybody Out There?
- Lil Wayne – How to Love
- Rise Against – Ballad of Hollis Brown

### Most Share-Worthy Video
One Direction – What Makes You Beautiful
- Beyoncé – Countdown
- Justin Bieber – Boyfriend
- Gotye (featuring Kimbra) – Somebody That I Used to Know
- Carly Rae Jepsen – Call Me Maybe

### Best Latino Artist
Romeo Santos
- Juanes
- Jennifer Lopez
- Pitbull
- Wisin y Yandel